# 蓋·班納
蓋·班納 是以色列的一位艺术家。

## 生平
盖·班纳是一位录像艺术家，1969年生于以色列。
20世纪90年代初以来，盖·班纳拍摄了一系列以他自己和家庭为主的短片。他通常使用自己的家为工作室和游戏室。在录像"Stealing Beauty"中，更以宜家家居陈列室为背景。在2005年，他代表以色列到威尼斯双年展。
盖·班纳现居住和工作于以色列特拉維夫，亦活跃于柏林和纽约。

## 教育
- 1997 於以色列拉馬·哈沙朗的漢米卓沙美術教師學校取得學位
- 2001-03 從紐約哥倫比亞大學取得碩士學位

## 獎項
- 1994 取得由安森·基弗成立的英柯博·巴赫曼獎學金
- 2007 德国科隆电影双年展-国际比赛奖
- 2008 取得以色列博物馆的桑德伯格奖(The Sandberg Prize)

## 外部連結
- 蓋·班納在以色列國家博物館上的相關頁面
- 蓋·班納在以色列博物館的資料庫上的 個人信息
- Europeana – 搜尋結果